# Kortklolärka
Kortklolärka (Certhilauda chuana) är en fågel i familjen lärkor inom ordningen tättingar. Den förekommer i torra gräsmarker i ett område i södra Afrikas inland. Arten minskar i antal, men beståndet anses vara livskraftigt. 

## Utseende
Kortklolärkan är en utdragen och slank piplärkelik lärka med smal näbb, tydligt vitt ögonbrynsstreck och ovansidan brokig i varma och mörka färger. Utbredningen överlappar inte med liknande smalnäbbade lärkor. Savannlärka och dess släktingar är knubbigare, med tofs på huvudet och rostbrun i nacken och vingen, medan sabotalärkan är mindre och mer kompakt, med tydligare ansiktsteckningar.

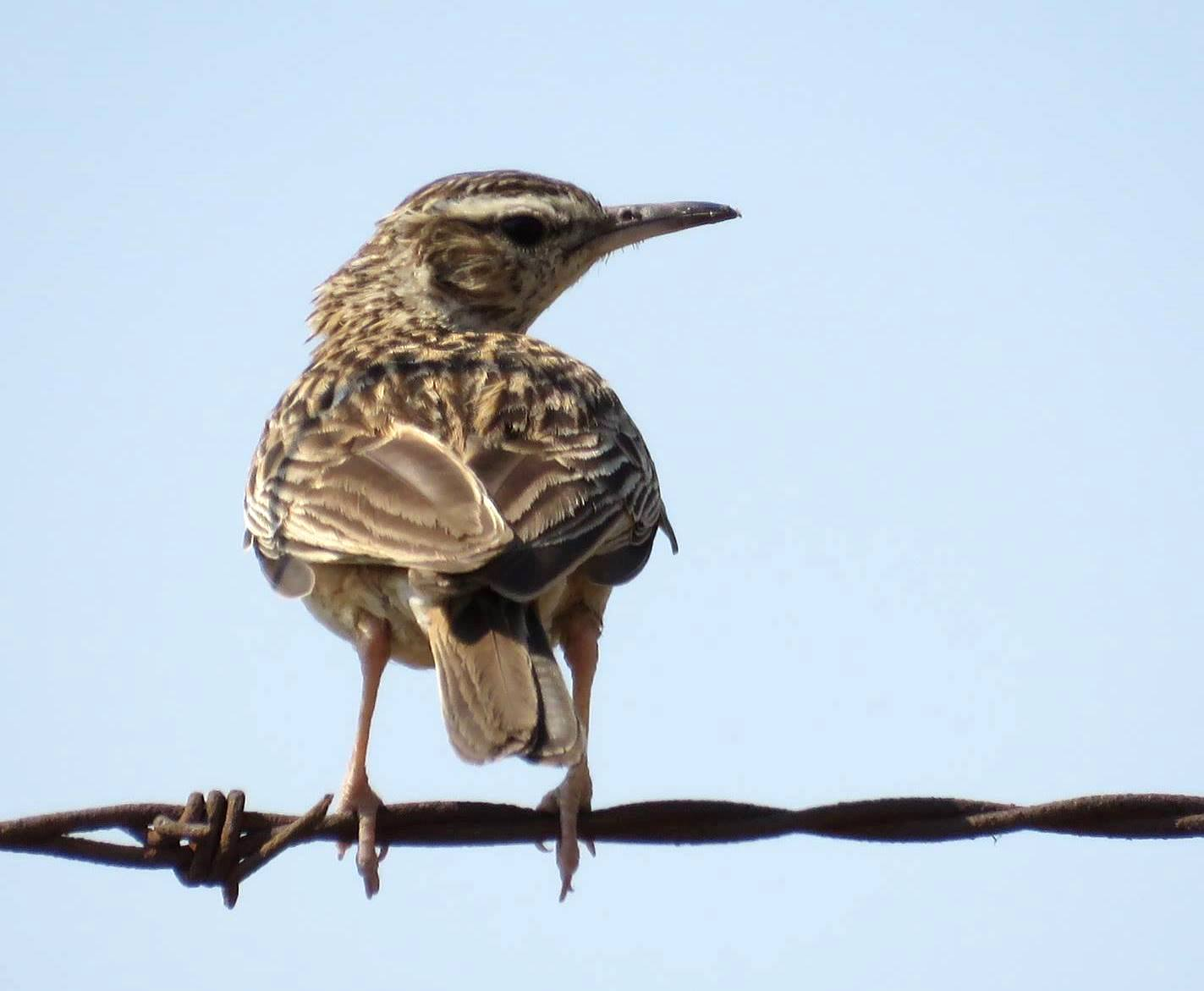

## Utbredning och systematik
Fågeln förekommer på torr savann i sydöstra Botswana och nordcentrala Sydafrika. Den behandlas som monotypisk, det vill säga att den inte delas in i några underarter. Genetiska studier från 2023 visar att den är systerart till övriga arter i släktet Certhilauda.

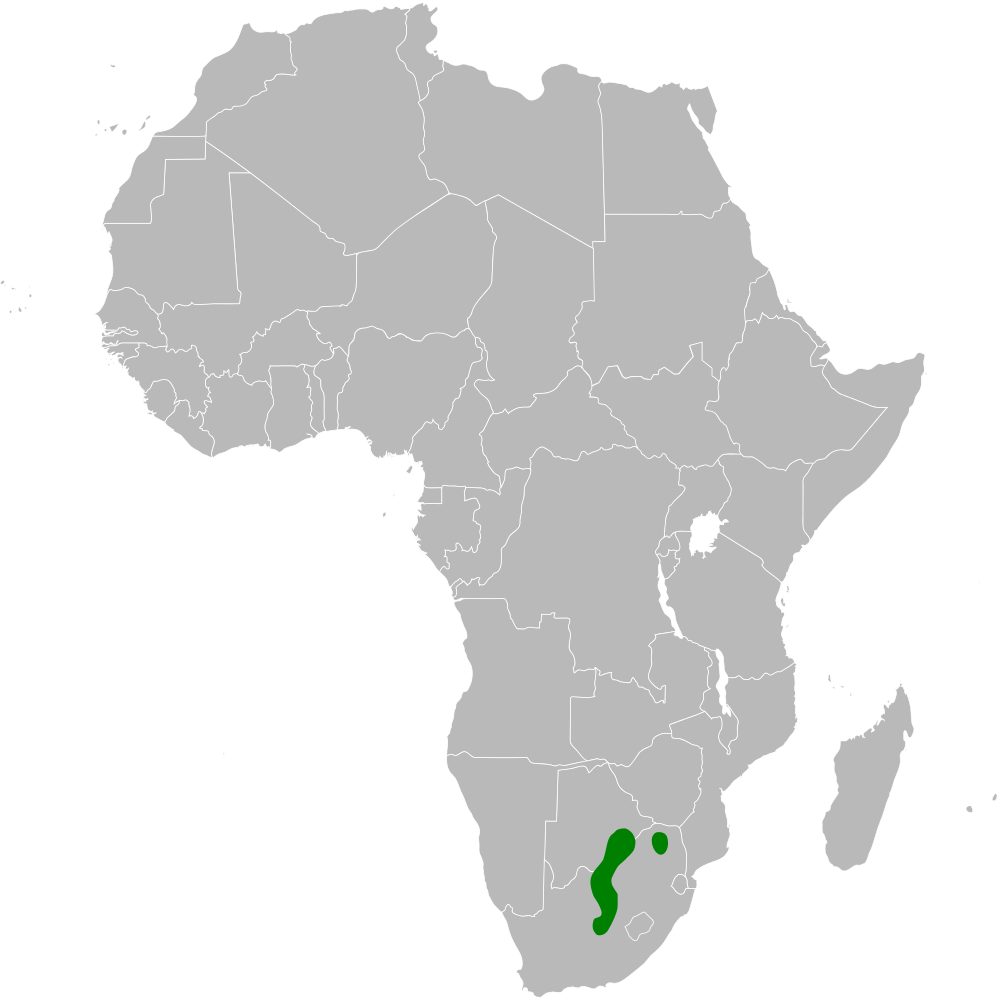

## Levnadssätt
Kortklolärkan bebor öppen törnsavann, framför allt kortbetat gräs och öppna betesmarker. Där födosöker den i par efter ryggradslösa djur. Hanen utför en karakteristisk spelflykt genom att stiga åtta till tio meter rakt upp i luften, för att sedan fälla sina vingar och dyka ner mot marken, medan den yttrar en vissling. Även klara och mycket ljusa "tseeet-tsooooe" eller andra visslingar kan höras.

## Status och hot
Arten har ett stort utbredningsområde, men tros minska i antal, dock inte tillräckligt kraftigt för att den ska betraktas som hotad. Internationella naturvårdsunionen IUCN listar därför arten som livskraftig (LC). Världspopulationen uppskattas till mellan 50 000 och 1000 000 adulta individer.